# Licentiate
Il licentiate è un titolo di studio attribuito dalle università di alcuni paesi. Il termine deriva dal latino licentia, ovvero "libertà", e si riferisce alla licentia docendi ("libertà di insegnare") e alla licentia ad practicandum ("libertà di praticare" [la disciplina]). Il titolo esiste in diversi paesi, ma a seconda del luogo può corrispondere a un diverso livello di istruzione.
In Francia il licencié è un percorso triennale equivalente a un bachelor's degree, mentre in Spagna la licenciatura era un titolo equivalente a una laurea magistrale, sostituito a partire dal 2014 dal master's degree. In Germania e Svizzera il titolo di Lizentiat è equivalente a un master's degree. In Danimarca e Norvegia il titolo è stato sostituito dal dottorato di ricerca. In Svezia e Finlandia il licentiate è un titolo simile ma inferiore al dottorato, la cui ammissione richiede un master's degree e il cui conseguimento richiede due anni di ricerca invece dei quattro previsti per conseguire un dottorato.  Nelle università pontificie la licenza è un titolo intermedio tra il baccalaureato e il dottorato di teologia.